# Massenoire Gebäude
Massenoire Gebäude (franska: Bâtiment Massenoire) är en utställningsbyggnad i Belval i kantonen Esch-sur-Alzette i Luxemburg. Den inrymde de tidigare omklädningslokalerna för fabriksarbetarna i Arbeds stålverk där. Fabriksområdet Belval ligger omedelbart väster om centrum i staden Esch-sur-Alzette, nära gränsen till Frankrike, i kommunerna Esch-sur-Alzette och Sanem.
Stålverket i Belval började sin produktion 1911 med att den första masugnen blåstes upp. Byggnaden har sitt namn efter "masse noire" ("svart massa"), det tjärblandade råjärn som tappades ur masugnen. 
Stålkrisen under 1970-talet ledde till genomgripande förändringar i Luxemburgs och Västeuropas stålindustri. Som ett led i dessa lades all malmbasead råjärnstillverkning ned i Luxemburg. År 1997 blåstes masugn B ned som den sista masugnen i Belval, vilken också var den sista i Luxemburg. Därmed frigjordes ett tidigare fabriksområde på 120 hektar av den västra delen av fabriksområdet för andra ändamål. I den östra delen fortsatte Arbed  med valsning och annan förädling av stål. Arbed slogs 2002 samman med spanska Aceralia och franska Usinor till Arcelor, varefter Arcelor i sin tur slogs samman 2006 med indiska Mittal Steel till Arcelor Mittal. Stålförädlingen i Belval överlevde dock dessa omorganisationer.
Organisationen "Le Fonds de Belval" har ansvar för stadsomvandlingsprojektet Cité des Sciences, som ska resultera i ett nytt område med byggnader för forskningsinstitutioner, Luxemburgs universitet, kulturhus, detaljhandel, kontor och bostäder.
De två äldre av de tre tidigare masugnarna har restaurerats och behållits som industriminnet Hochöfen Belval. I Massenoir Gebäude visas områdets historia och huset är besökscentrum för detta industriminne.